# Bremerhavens voetbalkampioenschap 1908/09
In 1908/09 werd het negende Bremerhavens voetbalkampioenschap gespeeld, dat georganiseerd werd door de Noord-Duitse voetbalbond. 
Geestemünde werd kampioen, maar de club mocht niet meteen naar de Noord-Duitse eindronde, maar moest eerst tegen de kampioen van Bremen spelen en verloor hier van Bremer SC 1891. 

## 1. Klasse Unterweser
| Plaats | Club                 | Wed. | W | G | V | Saldo | Ptn |
| ------ | -------------------- | ---- | - | - | - | ----- | --- |
| 1.     | SC 04 Geestemünde    | 6    | 4 | 1 | 1 | 30:14 | 9:3 |
| 2.     | FC Bremerhaven-Lehe  | 6    | 4 | 0 | 2 | 29:10 | 8:4 |
| 3.     | Eintracht Lehe       | 6    | 2 | 0 | 4 | 6:29  | 4:8 |
| 4.     | FC an der Unterweser | 6    | 1 | 1 | 4 | 10:22 | 3:9 |

|  | Kampioen |

## Play-off voor de Noord-Duitse eindronde
Heen
|  |                |        |                   |        |
|  | Bremer SC 1891 | 10 – 1 | SC 04 Geestemünde | Bremen |
|  |                |        |                   | Bremen |

Terug
|  |                   |       |                |             |
|  | SC 04 Geestemünde | 0 – 7 | Bremer SC 1891 | Bremerhaven |
|  |                   |       |                | Bremerhaven |